# Elisabeth van Saksen-Weimar-Eisenach

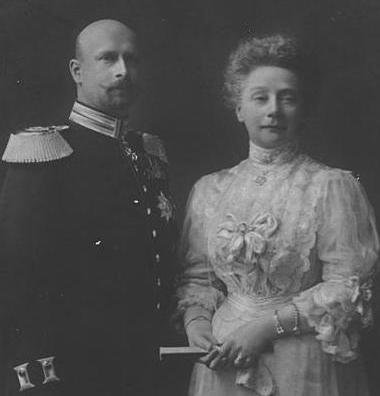
Elisabeth en haar man Johan

Elisabeth Sibylle Maria Dorothea van Saksen-Weimar-Eisenach (Weimar, 28 februari 1854 — Kasteel Wiligrad, 10 juli 1908) was de jongste dochter van Karel Alexander van Saksen-Weimar-Eisenach en Sophie van Oranje-Nassau. Haar moeder was de zuster van koning Willem III der Nederlanden en een dochter van koning Willem II en koningin Anna Paulowna.
In juli 1878 had haar oom koning Willem III haar een huwelijksaanzoek gedaan. Elisabeths ouders, zelf al volle neef en volle nicht van elkaar, gaven daarvoor toestemming, maar Elisabeth was fel tegen. In een op 9 augustus geschreven brief aan haar vader schreef ze:
Ik heb alles nog eens met Mama besproken, we hebben alle standpunten in overweging genomen en ik ben tot de conclusie gekomen dat ik het niet kan opbrengen iemand tot echtgenoot te nemen, die mij zo'n diepe afkeer bezorgt en aangezien een echtverbintenis alleen gebaseerd kan zijn op de gevoelens van beide individuen, kan ik me er niet toe brengen om dit huwelijk aan te gaan.
Haar ouders deden hun best Elisabeth op andere gedachten te brengen. Ze gaf aan dat ze haar ouders niet wenste te kwetsen, "Maar ik walg van die man, alles in me keert zich tegen hem." Enkele maanden later verloofde Willem zich met prinses Emma zu Waldeck und Pyrmont.
Zij trouwde in 1886 te Weimar met hertog Johan Albrecht van Mecklenburg-Schwerin, zoon van Frederik Frans II van Mecklenburg-Schwerin. Johan was een halfbroer van prins Hendrik van Mecklenburg-Schwerin, die later zou trouwen met de Nederlandse koningin Wilhelmina. Wilhelmina was een volle nicht van Elisabeth en tegelijk haar schoonzus.
Het huwelijk tussen Johan en Elisabeth bleef kinderloos.
Doordat de dynastie in Nederland aan een zijden draadje hing en de nazaten van prinses Sophie der Nederlanden, haar moeder, de Nederlandse troon weleens zouden kunnen bestijgen, sprak haar vader, net als zijzelf, haar zus en haar broer, vloeiend Nederlands.

## Kwartierstaat
| Karel August van Saksen-Weimar-Eisenach (1757-1828) | Karel August van Saksen-Weimar-Eisenach (1757-1828) | Karel August van Saksen-Weimar-Eisenach (1757-1828) | Karel August van Saksen-Weimar-Eisenach (1757-1828) | Karel August van Saksen-Weimar-Eisenach (1757-1828)   | Karel August van Saksen-Weimar-Eisenach (1757-1828)   | Louise van Hessen-Darmstadt (1757-1830)               | Louise van Hessen-Darmstadt (1757-1830)               | Louise van Hessen-Darmstadt (1757-1830)               | Louise van Hessen-Darmstadt (1757-1830)               | Louise van Hessen-Darmstadt (1757-1830)                | Louise van Hessen-Darmstadt (1757-1830)                |                                                                     |                                                                     | Paul I van Rusland (1754-1801)                                      | Paul I van Rusland (1754-1801)                                      | Paul I van Rusland (1754-1801)                                      | Paul I van Rusland (1754-1801)                                      | Paul I van Rusland (1754-1801)         | Paul I van Rusland (1754-1801)         | Sophia Dorothea Augusta Louisa van Württemberg (1759-1828)           | Sophia Dorothea Augusta Louisa van Württemberg (1759-1828)           | Sophia Dorothea Augusta Louisa van Württemberg (1759-1828)           | Sophia Dorothea Augusta Louisa van Württemberg (1759-1828)           | Sophia Dorothea Augusta Louisa van Württemberg (1759-1828)           | Sophia Dorothea Augusta Louisa van Württemberg (1759-1828)           |  |  | Willem I der Nederlanden (1772–1843)                               | Willem I der Nederlanden (1772–1843)                               | Willem I der Nederlanden (1772–1843)                               | Willem I der Nederlanden (1772–1843)                               | Willem I der Nederlanden (1772–1843)                               | Willem I der Nederlanden (1772–1843)                               | Wilhelmina van Pruisen (1774-1837)    | Wilhelmina van Pruisen (1774-1837)    | Wilhelmina van Pruisen (1774-1837)               | Wilhelmina van Pruisen (1774-1837)               | Wilhelmina van Pruisen (1774-1837)               | Wilhelmina van Pruisen (1774-1837)               |                                                  |                                                  | Paul I van Rusland (1754-1801)       | Paul I van Rusland (1754-1801)       | Paul I van Rusland (1754-1801)        | Paul I van Rusland (1754-1801)        | Paul I van Rusland (1754-1801)        | Paul I van Rusland (1754-1801)        | Sophia Dorothea Augusta Louisa van Württemberg (1759-1828) | Sophia Dorothea Augusta Louisa van Württemberg (1759-1828) | Sophia Dorothea Augusta Louisa van Württemberg (1759-1828) | Sophia Dorothea Augusta Louisa van Württemberg (1759-1828) | Sophia Dorothea Augusta Louisa van Württemberg (1759-1828) | Sophia Dorothea Augusta Louisa van Württemberg (1759-1828) |  |  |  |  |  |  |  |  |  |  |  |  |  |  |  |  |  |  |  |  |  |  |  |  |  |  |  |  |  |  |  |  |  |  |  |  |  |  |  |  |  |  |  |  |  |  |  |  |
| Karel August van Saksen-Weimar-Eisenach (1757-1828) | Karel August van Saksen-Weimar-Eisenach (1757-1828) | Karel August van Saksen-Weimar-Eisenach (1757-1828) | Karel August van Saksen-Weimar-Eisenach (1757-1828) | Karel August van Saksen-Weimar-Eisenach (1757-1828)   | Karel August van Saksen-Weimar-Eisenach (1757-1828)   | Louise van Hessen-Darmstadt (1757-1830)               | Louise van Hessen-Darmstadt (1757-1830)               | Louise van Hessen-Darmstadt (1757-1830)               | Louise van Hessen-Darmstadt (1757-1830)               | Louise van Hessen-Darmstadt (1757-1830)                | Louise van Hessen-Darmstadt (1757-1830)                |                                                                     |                                                                     | Paul I van Rusland (1754-1801)                                      | Paul I van Rusland (1754-1801)                                      | Paul I van Rusland (1754-1801)                                      | Paul I van Rusland (1754-1801)                                      | Paul I van Rusland (1754-1801)         | Paul I van Rusland (1754-1801)         | Sophia Dorothea Augusta Louisa van Württemberg (1759-1828)           | Sophia Dorothea Augusta Louisa van Württemberg (1759-1828)           | Sophia Dorothea Augusta Louisa van Württemberg (1759-1828)           | Sophia Dorothea Augusta Louisa van Württemberg (1759-1828)           | Sophia Dorothea Augusta Louisa van Württemberg (1759-1828)           | Sophia Dorothea Augusta Louisa van Württemberg (1759-1828)           |  |  | Willem I der Nederlanden (1772–1843)                               | Willem I der Nederlanden (1772–1843)                               | Willem I der Nederlanden (1772–1843)                               | Willem I der Nederlanden (1772–1843)                               | Willem I der Nederlanden (1772–1843)                               | Willem I der Nederlanden (1772–1843)                               | Wilhelmina van Pruisen (1774-1837)    | Wilhelmina van Pruisen (1774-1837)    | Wilhelmina van Pruisen (1774-1837)               | Wilhelmina van Pruisen (1774-1837)               | Wilhelmina van Pruisen (1774-1837)               | Wilhelmina van Pruisen (1774-1837)               |                                                  |                                                  | Paul I van Rusland (1754-1801)       | Paul I van Rusland (1754-1801)       | Paul I van Rusland (1754-1801)        | Paul I van Rusland (1754-1801)        | Paul I van Rusland (1754-1801)        | Paul I van Rusland (1754-1801)        | Sophia Dorothea Augusta Louisa van Württemberg (1759-1828) | Sophia Dorothea Augusta Louisa van Württemberg (1759-1828) | Sophia Dorothea Augusta Louisa van Württemberg (1759-1828) | Sophia Dorothea Augusta Louisa van Württemberg (1759-1828) | Sophia Dorothea Augusta Louisa van Württemberg (1759-1828) | Sophia Dorothea Augusta Louisa van Württemberg (1759-1828) |  |  |  |  |  |  |  |  |  |  |  |  |  |  |  |  |  |  |  |  |  |  |  |  |  |  |  |  |  |  |  |  |  |  |  |  |  |  |  |  |  |  |  |  |  |  |  |  |
|                                                     |                                                     |                                                     |                                                     |                                                       |                                                       |                                                       |                                                       |                                                       |                                                       |                                                        |                                                        |                                                                     |                                                                     |                                                                     |                                                                     |                                                                     |                                                                     |                                        |                                        |                                                                      |                                                                      |                                                                      |                                                                      |                                                                      |                                                                      |  |  |                                                                    |                                                                    |                                                                    |                                                                    |                                                                    |                                                                    |                                       |                                       |                                                  |                                                  |                                                  |                                                  |                                                  |                                                  |                                      |                                      |                                       |                                       |                                       |                                       |                                                            |                                                            |                                                            |                                                            |                                                            |                                                            |  |  |  |  |  |  |  |  |  |  |  |  |  |  |  |  |  |  |  |  |  |  |  |  |  |  |  |  |  |  |  |  |  |  |  |  |  |  |  |  |  |  |  |  |  |  |  |  |
|                                                     |                                                     |                                                     |                                                     | Karel Frederik van Saksen-Weimar-Eisenach (1783-1853) | Karel Frederik van Saksen-Weimar-Eisenach (1783-1853) | Karel Frederik van Saksen-Weimar-Eisenach (1783-1853) | Karel Frederik van Saksen-Weimar-Eisenach (1783-1853) | Karel Frederik van Saksen-Weimar-Eisenach (1783-1853) | Karel Frederik van Saksen-Weimar-Eisenach (1783-1853) |                                                        |                                                        |                                                                     |                                                                     |                                                                     |                                                                     | Maria Pavlovna van Rusland (1786-1859)                              | Maria Pavlovna van Rusland (1786-1859)                              | Maria Pavlovna van Rusland (1786-1859) | Maria Pavlovna van Rusland (1786-1859) | Maria Pavlovna van Rusland (1786-1859)                               | Maria Pavlovna van Rusland (1786-1859)                               |                                                                      |                                                                      |                                                                      |                                                                      |  |  |                                                                    |                                                                    |                                                                    |                                                                    | Willem II der Nederlanden (1792-1849)                              | Willem II der Nederlanden (1792-1849)                              | Willem II der Nederlanden (1792-1849) | Willem II der Nederlanden (1792-1849) | Willem II der Nederlanden (1792-1849)            | Willem II der Nederlanden (1792-1849)            |                                                  |                                                  |                                                  |                                                  |                                      |                                      | Anna Paulowna van Rusland (1795-1865) | Anna Paulowna van Rusland (1795-1865) | Anna Paulowna van Rusland (1795-1865) | Anna Paulowna van Rusland (1795-1865) | Anna Paulowna van Rusland (1795-1865)                      | Anna Paulowna van Rusland (1795-1865)                      |                                                            |                                                            |                                                            |                                                            |  |  |  |  |  |  |  |  |  |  |  |  |  |  |  |  |  |  |  |  |  |  |  |  |  |  |  |  |  |  |  |  |  |  |  |  |  |  |  |  |  |  |  |  |  |  |  |  |
|                                                     |                                                     |                                                     |                                                     | Karel Frederik van Saksen-Weimar-Eisenach (1783-1853) | Karel Frederik van Saksen-Weimar-Eisenach (1783-1853) | Karel Frederik van Saksen-Weimar-Eisenach (1783-1853) | Karel Frederik van Saksen-Weimar-Eisenach (1783-1853) | Karel Frederik van Saksen-Weimar-Eisenach (1783-1853) | Karel Frederik van Saksen-Weimar-Eisenach (1783-1853) |                                                        |                                                        |                                                                     |                                                                     |                                                                     |                                                                     | Maria Pavlovna van Rusland (1786-1859)                              | Maria Pavlovna van Rusland (1786-1859)                              | Maria Pavlovna van Rusland (1786-1859) | Maria Pavlovna van Rusland (1786-1859) | Maria Pavlovna van Rusland (1786-1859)                               | Maria Pavlovna van Rusland (1786-1859)                               |                                                                      |                                                                      |                                                                      |                                                                      |  |  |                                                                    |                                                                    |                                                                    |                                                                    | Willem II der Nederlanden (1792-1849)                              | Willem II der Nederlanden (1792-1849)                              | Willem II der Nederlanden (1792-1849) | Willem II der Nederlanden (1792-1849) | Willem II der Nederlanden (1792-1849)            | Willem II der Nederlanden (1792-1849)            |                                                  |                                                  |                                                  |                                                  |                                      |                                      | Anna Paulowna van Rusland (1795-1865) | Anna Paulowna van Rusland (1795-1865) | Anna Paulowna van Rusland (1795-1865) | Anna Paulowna van Rusland (1795-1865) | Anna Paulowna van Rusland (1795-1865)                      | Anna Paulowna van Rusland (1795-1865)                      |                                                            |                                                            |                                                            |                                                            |  |  |  |  |  |  |  |  |  |  |  |  |  |  |  |  |  |  |  |  |  |  |  |  |  |  |  |  |  |  |  |  |  |  |  |  |  |  |  |  |  |  |  |  |  |  |  |  |
|                                                     |                                                     |                                                     |                                                     |                                                       |                                                       |                                                       |                                                       |                                                       |                                                       | Karel Alexander van Saksen-Weimar-Eisenach (1818-1901) | Karel Alexander van Saksen-Weimar-Eisenach (1818-1901) | Karel Alexander van Saksen-Weimar-Eisenach (1818-1901)              | Karel Alexander van Saksen-Weimar-Eisenach (1818-1901)              | Karel Alexander van Saksen-Weimar-Eisenach (1818-1901)              | Karel Alexander van Saksen-Weimar-Eisenach (1818-1901)              |                                                                     |                                                                     |                                        |                                        |                                                                      |                                                                      |                                                                      |                                                                      |                                                                      |                                                                      |  |  |                                                                    |                                                                    |                                                                    |                                                                    |                                                                    |                                                                    |                                       |                                       |                                                  |                                                  | Sophie van Oranje-Nassau (1824-1897)             | Sophie van Oranje-Nassau (1824-1897)             | Sophie van Oranje-Nassau (1824-1897)             | Sophie van Oranje-Nassau (1824-1897)             | Sophie van Oranje-Nassau (1824-1897) | Sophie van Oranje-Nassau (1824-1897) |                                       |                                       |                                       |                                       |                                                            |                                                            |                                                            |                                                            |                                                            |                                                            |  |  |  |  |  |  |  |  |  |  |  |  |  |  |  |  |  |  |  |  |  |  |  |  |  |  |  |  |  |  |  |  |  |  |  |  |  |  |  |  |  |  |  |  |  |  |  |  |
|                                                     |                                                     |                                                     |                                                     |                                                       |                                                       |                                                       |                                                       |                                                       |                                                       | Karel Alexander van Saksen-Weimar-Eisenach (1818-1901) | Karel Alexander van Saksen-Weimar-Eisenach (1818-1901) | Karel Alexander van Saksen-Weimar-Eisenach (1818-1901)              | Karel Alexander van Saksen-Weimar-Eisenach (1818-1901)              | Karel Alexander van Saksen-Weimar-Eisenach (1818-1901)              | Karel Alexander van Saksen-Weimar-Eisenach (1818-1901)              |                                                                     |                                                                     |                                        |                                        |                                                                      |                                                                      |                                                                      |                                                                      |                                                                      |                                                                      |  |  |                                                                    |                                                                    |                                                                    |                                                                    |                                                                    |                                                                    |                                       |                                       |                                                  |                                                  | Sophie van Oranje-Nassau (1824-1897)             | Sophie van Oranje-Nassau (1824-1897)             | Sophie van Oranje-Nassau (1824-1897)             | Sophie van Oranje-Nassau (1824-1897)             | Sophie van Oranje-Nassau (1824-1897) | Sophie van Oranje-Nassau (1824-1897) |                                       |                                       |                                       |                                       |                                                            |                                                            |                                                            |                                                            |                                                            |                                                            |  |  |  |  |  |  |  |  |  |  |  |  |  |  |  |  |  |  |  |  |  |  |  |  |  |  |  |  |  |  |  |  |  |  |  |  |  |  |  |  |  |  |  |  |  |  |  |  |
|                                                     |                                                     |                                                     |                                                     |                                                       |                                                       |                                                       |                                                       |                                                       |                                                       |                                                        |                                                        |                                                                     |                                                                     |                                                                     |                                                                     |                                                                     |                                                                     |                                        |                                        |                                                                      |                                                                      |                                                                      |                                                                      |                                                                      |                                                                      |  |  |                                                                    |                                                                    |                                                                    |                                                                    |                                                                    |                                                                    |                                       |                                       |                                                  |                                                  |                                                  |                                                  |                                                  |                                                  |                                      |                                      |                                       |                                       |                                       |                                       |                                                            |                                                            |                                                            |                                                            |                                                            |                                                            |  |  |  |  |  |  |  |  |  |  |  |  |  |  |  |  |  |  |  |  |  |  |  |  |  |  |  |  |  |  |  |  |  |  |  |  |  |  |  |  |  |  |  |  |  |  |  |  |
|                                                     |                                                     |                                                     |                                                     |                                                       |                                                       |                                                       |                                                       |                                                       |                                                       |                                                        |                                                        |                                                                     |                                                                     |                                                                     |                                                                     |                                                                     |                                                                     |                                        |                                        |                                                                      |                                                                      |                                                                      |                                                                      |                                                                      |                                                                      |  |  |                                                                    |                                                                    |                                                                    |                                                                    |                                                                    |                                                                    |                                       |                                       |                                                  |                                                  |                                                  |                                                  |                                                  |                                                  |                                      |                                      |                                       |                                       |                                       |                                       |                                                            |                                                            |                                                            |                                                            |                                                            |                                                            |  |  |  |  |  |  |  |  |  |  |  |  |  |  |  |  |  |  |  |  |  |  |  |  |  |  |  |  |  |  |  |  |  |  |  |  |  |  |  |  |  |  |  |  |  |  |  |  |
|                                                     |                                                     |                                                     |                                                     |                                                       |                                                       |                                                       |                                                       |                                                       |                                                       |                                                        |                                                        | Karel August Willem Nicolaas van Saksen-Weimar-Eisenach (1844-1894) | Karel August Willem Nicolaas van Saksen-Weimar-Eisenach (1844-1894) | Karel August Willem Nicolaas van Saksen-Weimar-Eisenach (1844-1894) | Karel August Willem Nicolaas van Saksen-Weimar-Eisenach (1844-1894) | Karel August Willem Nicolaas van Saksen-Weimar-Eisenach (1844-1894) | Karel August Willem Nicolaas van Saksen-Weimar-Eisenach (1844-1894) |                                        |                                        | Marie Anna Alexandrine Sophie van Saksen-Weimar-Eisenach (1849-1922) | Marie Anna Alexandrine Sophie van Saksen-Weimar-Eisenach (1849-1922) | Marie Anna Alexandrine Sophie van Saksen-Weimar-Eisenach (1849-1922) | Marie Anna Alexandrine Sophie van Saksen-Weimar-Eisenach (1849-1922) | Marie Anna Alexandrine Sophie van Saksen-Weimar-Eisenach (1849-1922) | Marie Anna Alexandrine Sophie van Saksen-Weimar-Eisenach (1849-1922) |  |  | Maria Anna Sophia Elisabeth van Saksen-Weimar-Eisenach (1851-1859) | Maria Anna Sophia Elisabeth van Saksen-Weimar-Eisenach (1851-1859) | Maria Anna Sophia Elisabeth van Saksen-Weimar-Eisenach (1851-1859) | Maria Anna Sophia Elisabeth van Saksen-Weimar-Eisenach (1851-1859) | Maria Anna Sophia Elisabeth van Saksen-Weimar-Eisenach (1851-1859) | Maria Anna Sophia Elisabeth van Saksen-Weimar-Eisenach (1851-1859) |                                       |                                       | Elisabeth van Saksen-Weimar-Eisenach (1854-1908) | Elisabeth van Saksen-Weimar-Eisenach (1854-1908) | Elisabeth van Saksen-Weimar-Eisenach (1854-1908) | Elisabeth van Saksen-Weimar-Eisenach (1854-1908) | Elisabeth van Saksen-Weimar-Eisenach (1854-1908) | Elisabeth van Saksen-Weimar-Eisenach (1854-1908) |                                      |                                      |                                       |                                       |                                       |                                       |                                                            |                                                            |                                                            |                                                            |                                                            |                                                            |  |  |  |  |  |  |  |  |  |  |  |  |  |  |  |  |  |  |  |  |  |  |  |  |  |  |  |  |  |  |  |  |  |  |  |  |  |  |  |  |  |  |  |  |  |  |  |  |